# Martin Dičev
Martin Danailov Dičev (in bulgaro Мартин Данаилов Дичев?; Varna, 22 agosto 2000) è un calciatore bulgaro, difensore del Botev Vraca.

## Carriera

### Club
Cresciuto nelle giovanili del Černo More Varna, nella stagione 2019-2020 gioca in prestito al Dobrudža, società militante nella terza divisione bulgara. Una volta terminato il prestito, il 16 agosto 2020 esordisce in prima squadra, in occasione dell'incontro di campionato vinto 0-4 contro l'Etăr.

### Nazionale
Ha giocato nelle nazionali giovanili bulgare Under-19 ed Under-21.

## Statistiche

### Presenze e reti nei club
Statistiche aggiornate al 26 gennaio 2022.
| Stagione        | Squadra          | Campionato      | Campionato | Campionato | Coppe nazionali | Coppe nazionali | Coppe nazionali | Coppe continentali | Coppe continentali | Coppe continentali | Altre coppe | Altre coppe | Altre coppe | Totale | Totale |
| Stagione        | Squadra          | Comp            | Pres       | Reti       | Comp            | Pres            | Reti            | Comp               | Pres               | Reti               | Comp        | Pres        | Reti        | Pres   | Reti   |
| --------------- | ---------------- | --------------- | ---------- | ---------- | --------------- | --------------- | --------------- | ------------------ | ------------------ | ------------------ | ----------- | ----------- | ----------- | ------ | ------ |
| 2019-2020       | Dobrudža         | 3L              | ?          | ?          | CB              | 1               | 0               |                    | -                  | -                  |             | -           | -           | 1      | 0      |
| 2020-2021       | Černo More Varna | 1L              | 13         | 0          | CB              | 2               | 0               |                    | -                  | -                  |             | -           | -           | 15     | 0      |
| 2021-2022       | Černo More Varna | 1L              | 15         | 0          | CB              | 2               | 0               |                    | -                  | -                  |             | -           | -           | 17     | 0      |
| Totale carriera | Totale carriera  | Totale carriera | 28         | 0          |                 | 5               | 0               |                    | -                  | -                  |             | -           | -           | 33     | 0      |